# Brocket (Alberta)
Pour les articles homonymes, voir Brocket (homonymie).
Brocket est une localité de la réserve indienne de Piikani 147 dans le Sud de l'Alberta au Canada. Elle est située le long de la route 3 entre Pincher Creek et Fort Macleod. En fait, il s'agit de la principale communauté de la réserve de Piikani 147. Lors du recensement de 2001, elle avait une population de 1 537 habitants.

## Annexe